# Synology
A Synology Inc. (kínaiul: 群暉科技) tajvani cég, amely hálózatra kapcsolt adattárak (network-attached storage – NAS) gyártására szakosodott. 2000-ben alapította Cheen Liao és Philip Wong, akik korábban a Microsoftnál dolgoztak. Termékeiket az egész világon forgalmazzák, a kapcsolódó alkalmazásokat pedig több nyelvre lefordították (többek között magyarra is).
A Wirecutter nevezetű weboldal 2018-ban "piacvezetőnek" nevezte az otthoni használatra és a kisvállalkozások számára szánt NAS-ok terén, azonban a Wi-Fi routerek terén még "újoncnak" számít a weboldal szerint.
2014-ben felbukkant egy "Synolocker" nevezetű vírus, amely a Synology készülékeit fertőzte meg.
Körülbelül 400 alkalmazottal rendelkezik.